# 黄萍
黄萍（1917年—2002年），男，江西大余人，中华人民共和国军事人物，中国人民解放军少将，第五届全国政协委员。